# 悪性自己愛
悪性自己愛（あくせいじこあい、英: Malignant narcissism）とは、ナルシシズム、反社会性パーソナリティ障害、攻撃性、サディズムの極端な混合から成る一つの心理学的症候群である 。多くの場合は誇大性を示し、常に敵意の程度を上昇させる用意がある。悪性自己愛者は関わる組織を損ない、関係する人々の人間性を奪いもする。仮説上の病理現象として、悪性自己愛は自己愛性パーソナリティ障害はもちろん、パラノイアの側面をも包含しうる。

## 歴史
社会心理学者のエーリヒ・フロムが初めて悪性自己愛（Malignant narcissism）という用語をつくったのは1964年のことであり、それは悪の典型を示す深刻な精神障害を表現するのに用いられた。フロムはその状態を最も深刻な病理性、そして最も残忍な破壊性と非人間性の根源として特徴づけた。ハーバート・ロゼンフェルドは悪性自己愛について、それは自己愛性パーソナリティの不穏な一形態であり、攻撃性を中心とした誇大性が形成され、自己の破壊的側面が理想化されたものとして表現した。
彼らの着想をさらに発展させたのが精神分析医のオットー・カーンバーグであり、彼は反社会性パーソナリティは基本的に自己愛的であり、倫理性を持たないと指摘した。悪性自己愛はサディスティックな要素を含んでおり、本質的には、加虐的精神病質者をつくりだしている。この小論において、悪性自己愛は精神病質と入れ替え可能な語として用いられている。
カーンバーグは1984年に悪性自己愛を精神科診断名として用いることを提案したが、ICD-10やDSM-5をはじめとした、いずれの医療マニュアルおいても到底受け入れられるには至らなかった。カーンバーグは悪性自己愛を、自己愛性パーソナリティ障害（NPD）、反社会的特性、妄想的特徴、そして自我親和的攻撃性に特徴付けられる症候群として記述した。他の症状としては、良心の欠如、権力への精神上の欲求、特別であるという感覚（誇大性）を含みうる。

## 関連人物
- エーリヒ・フロム
- ハーバート・ロゼンフェルド
- オットー・カーンバーグ